# Algarve-Rundfahrt 2009
Die 35. Algarve-Rundfahrt fand vom 18. bis 22. Februar 2009 statt. Das Radrennen wurde in fünf Etappen über eine Distanz von 733,6 Kilometern ausgetragen. Das Rennen ist Teil der UCI Europe Tour 2009 und dort in die Kategorie 2.1 eingestuft.

## Etappen
| Etappe    | Tag         | Start – Ziel                       | km    | Etappensieger     | Führender         |
| --------- | ----------- | ---------------------------------- | ----- | ----------------- | ----------------- |
| 1. Etappe | 18. Februar | Albufeira – Olhão                  | 173,6 | Heinrich Haussler | Heinrich Haussler |
| 2. Etappe | 19. Februar | Lagoa – Lagos                      | 183,5 | Koldo Fernández   | Koldo Fernández   |
| 3. Etappe | 20. Februar | Vila Real de Santo António – Loulé | 175   | Antonio Colom     | Antonio Colom     |
| 4. Etappe | 21. Februar | Castro Marim – Tavira (EZF)        | 32,7  | Alberto Contador  | Alberto Contador  |
| 5. Etappe | 22. Februar | Vila do Bispo – Portimão           | 168,8 | Heinrich Haussler | Alberto Contador  |